# Arinthod
Arinthod [aʁɛ̃to] ist eine französische Gemeinde mit 1149 Einwohnern (Stand 1. Januar 2022) im Département Jura in der Region Bourgogne-Franche-Comté. Sie gehört zum Arrondissement Lons-le-Saunier und zum Kommunalverband Terre d’Émeraude Communauté.

## Geografie
Die Gemeinde Arinthod liegt an der Valouse im Südwesten des Jura-Gebirges, etwa 50 Kilometer nordwestlich von Genf und 17 Kilometer nordwestlich von Oyonnax. Zu Arinthod gehören die Weiler Chisséria, Vognia (Vogna) und Néglia. Umgeben wird Arinthod von den Nachbargemeinden Valzin en Petite Montagne im Norden, Cernon im Osten, Vescles im Südosten, Saint-Hymetière-sur-Valouse im Süden, Vosbles-Valfin im Südwesten sowie Dramelay im Westen und Nordwesten.

## Geschichte
Arinthod wurde 1155 erstmals urkundlich erwähnt. Die Ortschaft wurde am Rand der Befestigungsanlage der Burg von Dramelay gebaut, deren Ruine auf dem Gemeindegebiet von Dramelay liegt. Ihr Donjon kann noch besichtigt werden. Der Großmeister des Templerordens Bernard de Tromelai (1100–1153) hat dort gewohnt.
1793 erhielt Arinthod im Zuge der Französischen Revolution (1789–1799) den Status einer Gemeinde und 1801 das Recht auf kommunale Selbstverwaltung. 1822 wurde der Weiler Vogna (damals Vognat), der im Jahr 1821 164 Einwohner hatte, eingemeindet. Von 1793 bis 2015 war Arinthod außerdem Hauptort des Wahlkreises Kanton Arinthod.
Von 1901 bis 1939 lag Arinthod an der Eisenbahnlinie La Bifurcation – Arinthod der Eisenbahngesellschaft Chemins de fer vicinaux du Jura. Die Linie war eine Abzweigung der Linie Lons – Saint-Claude. Das Bahnhofsgebäude ist nicht erhalten geblieben.
Als sich Frankreich im Zweiten Weltkrieg unter deutscher Besatzung befand, gründete René Monnet, genannt Armand, mit Gaston Carron die lokale Widerstandszelle der Résistance. Sie rekrutierten Michel Monneret und andere junge Leute für Versorgungsmissionen, militärische Aufklärung, Sabotageaktionen und assistierten der alliierten Luftwaffe bei Waffenabwürfen per Fallschirm. Im Weiler Vogna gab es ab dem März 1943 eine Résistancegruppe. Ihre Leitung bestand aus den Brüdern Larceneux, Henri Bouquerod und Gaston und Marc Fromont. Der Garagist Marc Fromont wurde Mitte Juli 1943 in Saint-Sulpice-la-Pointe interniert, weil er Verweigerern der Vichy-Arbeitslager (STO) geholfen hatte.
Zum 1. Januar 2018 wurde die Nachbargemeinde Chisséria eingemeindet.

## Bevölkerungsentwicklung
| Jahr                                                                  | 1962 | 1968 | 1975 | 1982 | 1990 | 1999 | 2006 | 2013 | 2021 |
| --------------------------------------------------------------------- | ---- | ---- | ---- | ---- | ---- | ---- | ---- | ---- | ---- |
| Einwohner                                                             | 1124 | 1167 | 1119 | 1143 | 1210 | 1285 | 1267 | 1247 | 1131 |
| Quellen: Cassini und INSEE (bis 2013 Addition der Vorgängergemeinden) |      |      |      |      |      |      |      |      |      |

## Sehenswürdigkeiten
- Die Kirche Notre-Dame de l’Assomption wurde im 16. Jahrhundert erbaut. Sie wurde 1991 in das Zusatzverzeichnis der Monuments historiques (historische Denkmale) eingetragen.[5][6]
- Im Weiler Vogna liegt der Findling Pierre Enon.
- Aussichtspunkt Belvédère du Tilleul (579 m)
- Lavoir (ehemaliges öffentliches Waschhaus)

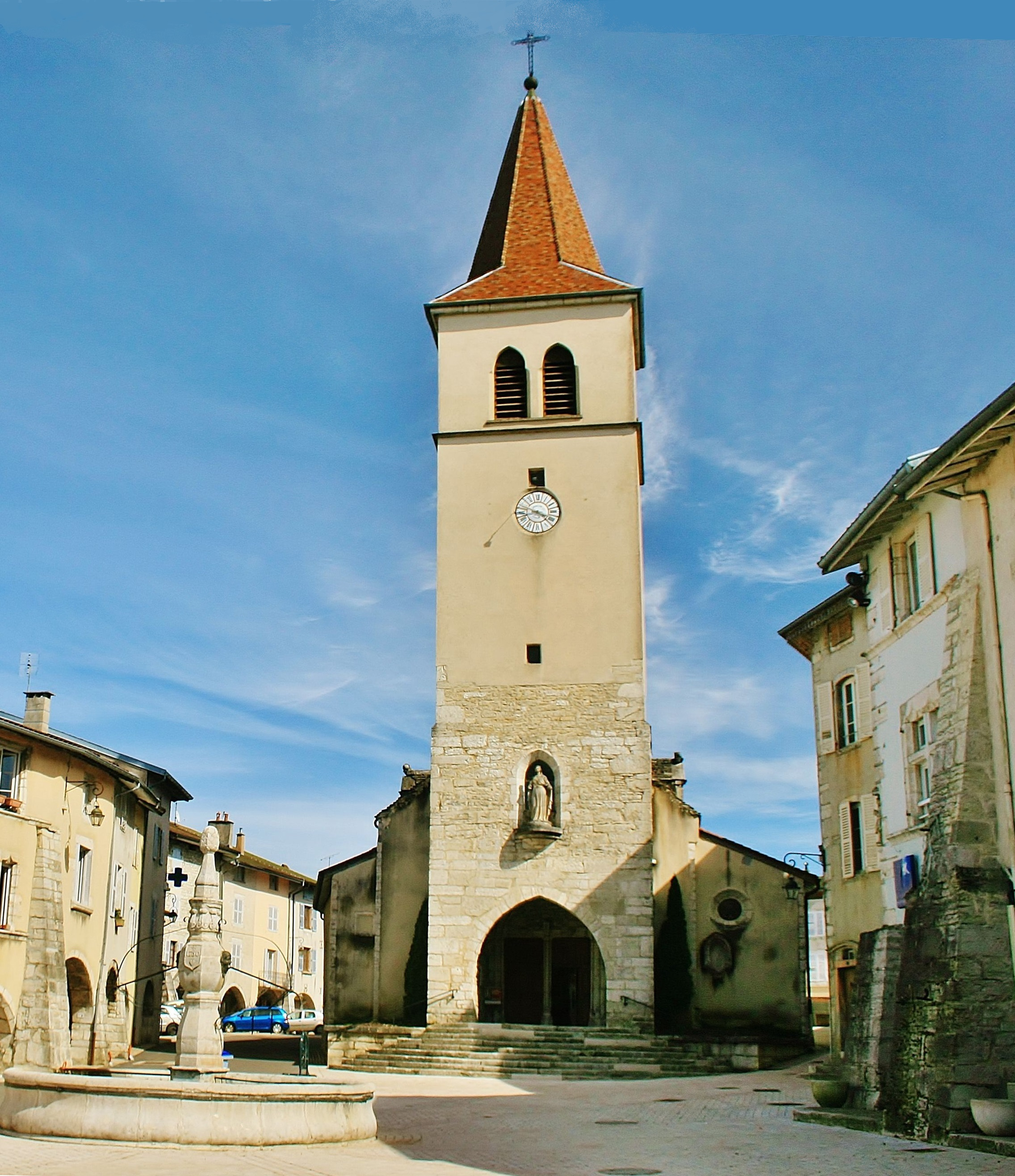
Kirche Notre-Dame de l’Assomption
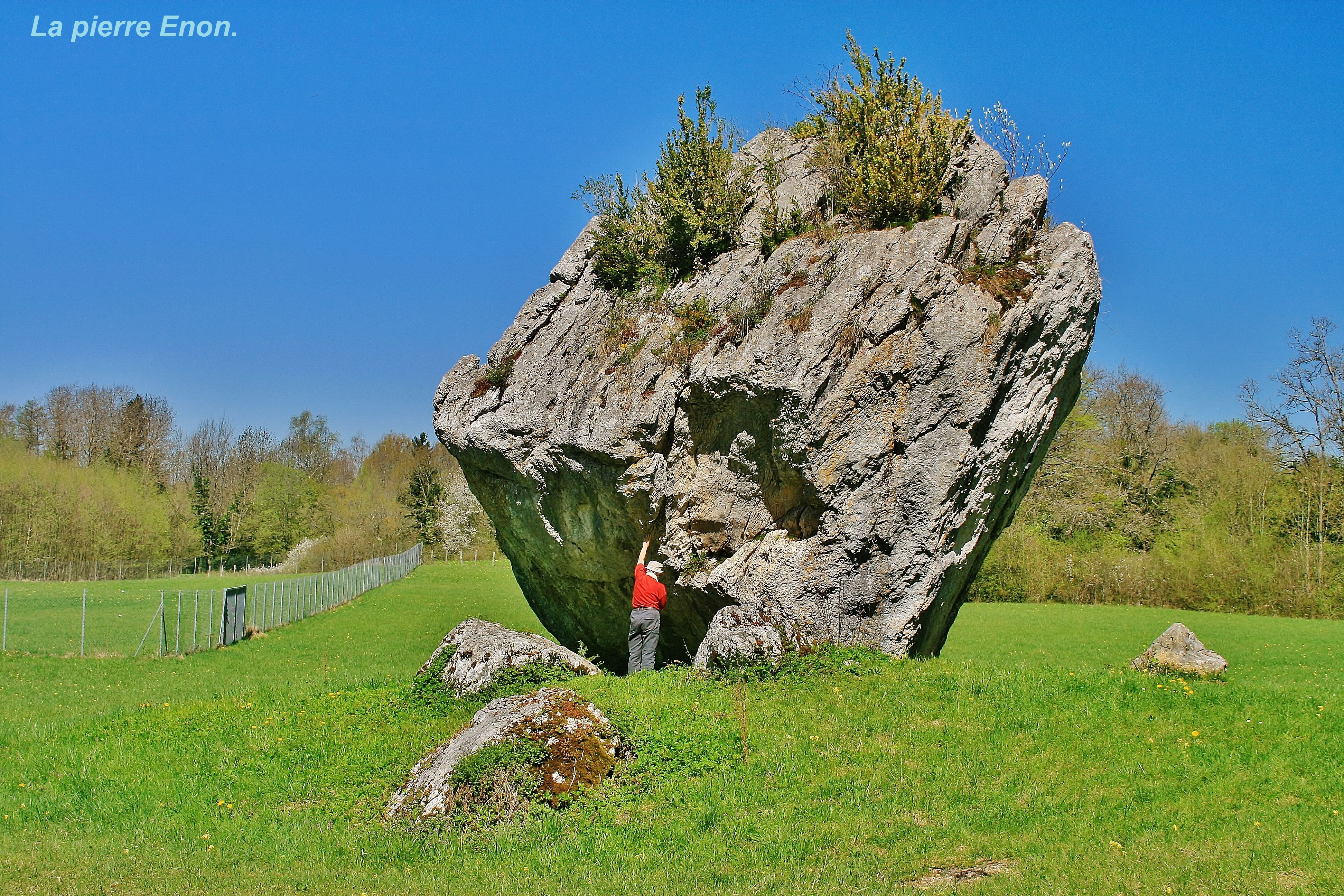
Findling Pierre Enon
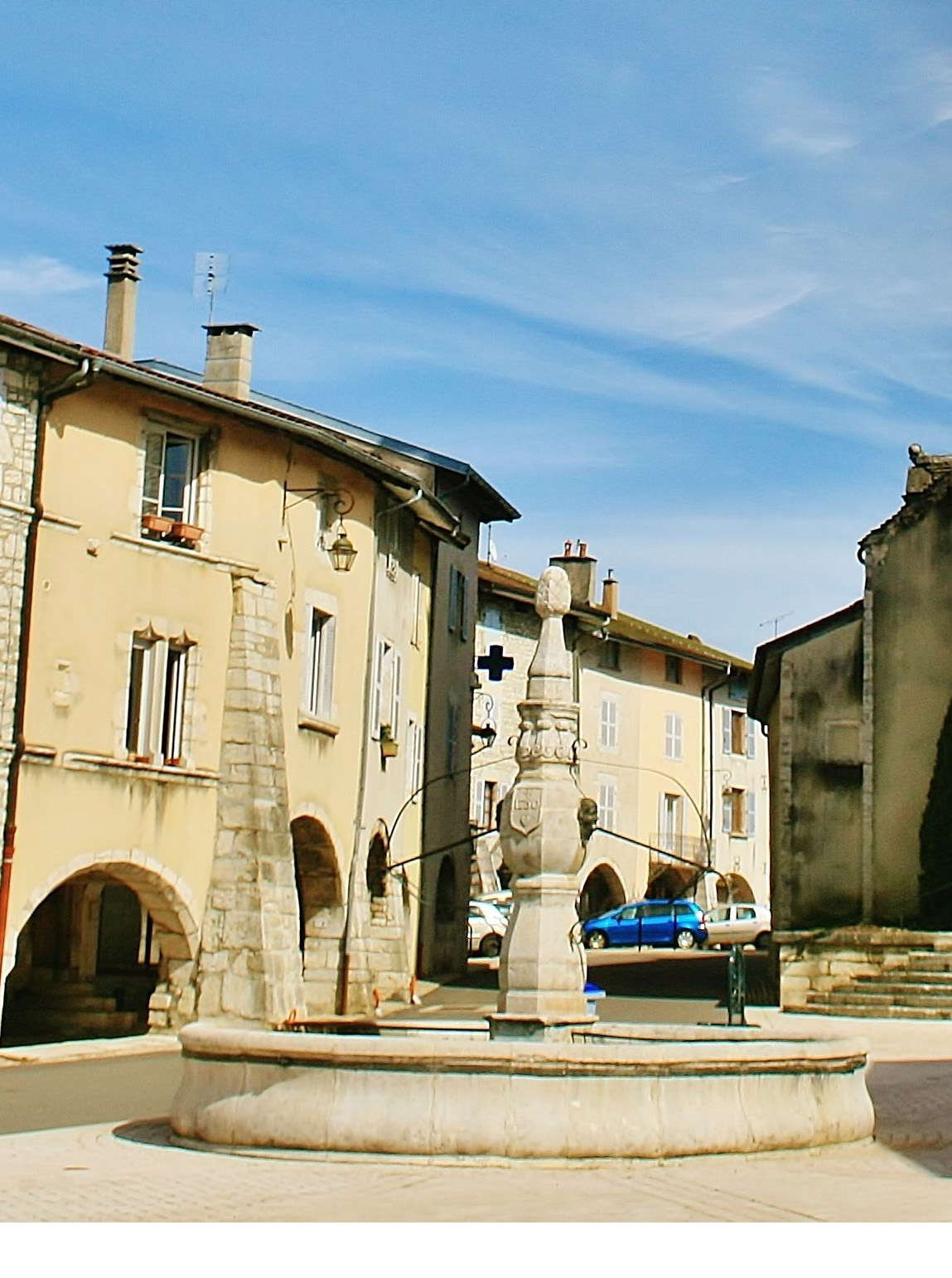
Brunnen

## Wirtschaft und Infrastruktur
Im Norden von Arinthod liegt das Gewerbegebiet Zone d’activité de la Forêt, im Westen liegt ein Industriegebiet, in dem die Firma Smoby eine Produktionsstätte betreibt. Wichtige Erwerbszweige in Arinthod sind Forstwirtschaft und die Zucht von Hausrindern und Speisefischen. Es gibt außerdem eine Molkereigenossenschaft vor Ort, die Käse herstellt.

### Verkehr
Der Ortschaft wird von der Départementstraße D109 durchquert, die D3 mündet im Osten des Ortskerns in die D109.